# Пётр из Целлы
Пётр из Целлы (лат. Peter Cellensis) — средневековый религиозный писатель, бенедиктинец, епископ Шартра (1181—1183). Его труды включены в Patrologia Latina.
Пётр родился в знатной семье. В юности вступил в Бенедиктинский орден. В 1150 году стал аббатом монастыря в Целле (около Труа), по которому и получил своё прозвище, а в 1162 году — настоятелем аббатства святого Ремигия в Реймсе. В 1181 году стал преемником Иоанна Солсберийского на епископской кафедре Шартра. Петра очень высоко ценили его современники, в том числе, Томас Бекет и папы римские Евгений III и Александр III.

## Произведения
- Epistola ad Joannem Saresberiensem
- De panibus
- Mystica et moralis expositio Mosaici tabernaculi
- De conscientia
- Tractatus de disciplina claustrali